# Vrebina
Vrebina (timeleja, lat. Thymelaea), rod grmova i raslinja iz porodice vrebinovki. U Hrvatskoj su poznate dvije vrste, to je čupava, dlakava ili rutava vrebina (T. hirsuta), poznata i kao školjarica, a raste uz obalu. Drugva vrsta je vrapčja ligija (T. passerina)
Rod je raširen po Mediteranu Europe, Afrike i Azije

## Vrste
1. Thymelaea antiatlantica Maire
2. Thymelaea argentata (Lam.) Pau
3. Thymelaea aucheri Meisn.
4. Thymelaea broteriana Cout.
5. Thymelaea bulgarica Cheshm.
6. Thymelaea calycina (Lapeyr.) Meisn.
7. Thymelaea cilicica Meisn.
8. Thymelaea × conradiae Aboucaya & Médail
9. Thymelaea coridifolia (Lam.) Endl.
10. Thymelaea dioica (Gouan) All.
11. Thymelaea elliptica (Boiss.) Endl.
12. Thymelaea gattefossei H.K.Tan
13. Thymelaea granatensis (Pau) Lacaita
14. Thymelaea gussonei Boreau
15. Thymelaea hirsuta (L.) Endl.
16. Thymelaea lanuginosa (Lam.) Ceballos & C.Vicioso
17. Thymelaea lythroides Barratte & Murb.
18. Thymelaea mesopotamica (C.Jeffrey) B.Peterson
19. Thymelaea microphylla Coss. & Durieu
20. Thymelaea passerina (L.) Coss. & Germ.
21. Thymelaea procumbens A.Fern. & R.Fern.
22. Thymelaea pubescens (L.) Meisn.
23. Thymelaea putorioides Emb. & Maire
24. Thymelaea ruizii Loscos ex Casav.
25. Thymelaea salsa Murb.
26. Thymelaea sanamunda All.
27. Thymelaea sempervirens Murb.
28. Thymelaea subrepens Lange
29. Thymelaea tarton-raira (L.) All.
30. Thymelaea tinctoria (Pourr.) Endl.
31. Thymelaea velutina (Pourr. ex Cambess.) Endl.
32. Thymelaea villosa (L.) Endl.
33. Thymelaea virescens Meisn.
34. Thymelaea virgata (Desf.) Endl.